# 首かじり

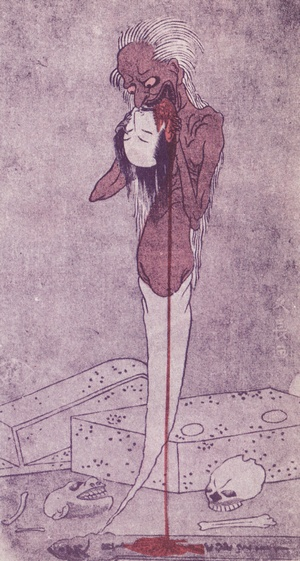
参考：一筆斎文調『男の生首口にしたる幽霊』

首かじり（くびかじり）は日本の妖怪。餓死した老人が妖怪化したもので、生前の自分に食物を与えなかった人が死ぬと墓に現れ、その首を掘り出して食べるとされる。
『別冊少女フレンド』（1966年）に掲載された斎藤守弘による妖怪で、首かじりが死体の首をかじっている絵が描かれている。その後、水木しげるの『少年マガジン 増刊 日本妖怪大全』（1968年）や佐藤有文の『いちばんくわしい日本妖怪図鑑』（1972年）などにも掲載され、参考図の幽霊画が使用されるようになった。
妖怪研究家・村上健司の指摘によれば、これは江戸時代中期の浮世絵師・一筆斎文調による幽霊画「男の生首口にしたる幽霊」が元であり、本来は首かじりという妖怪として描かれたものではない。